# Грімпар рудокрилий
Грімпа́р рудокрилий (Dendrocincla anabatina) — вид горобцеподібних птахів родини горнерових (Furnariidae). Мешкає в Мексиці і Центральній Америці.

## Опис

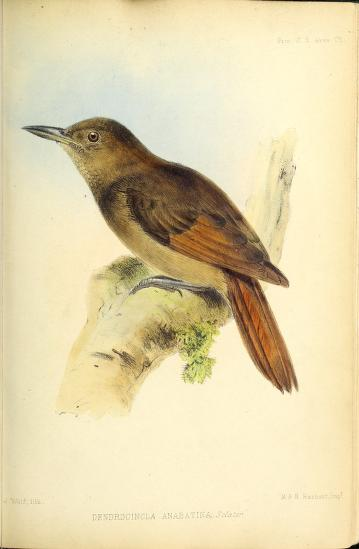
Рудокрилий грімпар

Довжина птаха становить 17-19 см, самці важать 34-42 г, самиці 29-39 г. Забарвлення переважно темно-оливково-коричневе, крила і хвіст руді, над очима світлі "брови", горло світле. На голові невеликий чуб. Дзьоб прямий.

## Підвиди
Виділяють три підвиди:
- D. a. anabatina Sclater, PL, 1859 — карибське узбережжя від південної Мексики (від південно-східного Веракрусу і північної Оахаки на схід до півдня Кінтана-Роо) до північно-східного Нікарагуа;
- D. a. typhla Oberholser, 1904 — півострів Юкатан;
- D. a. saturata Carriker, 1910 — тихоокеанське узбережжя Коста-Рики (від затоки Нікоя[en]) і західної Панами (захід Чирикі).

## Поширення і екологія
Рудокрилі грімпарі мешкають в Мексиці, Гватемалі, Белізі, Гондурасі, Нікарагуа, Коста-Риці і Панамі. Вони живуть у вологих тропічних і мангрових лісах. Зустрічаються на висоті до 1250 м над рівнем моря.